# Horebeke
Horebeke ist eine kleine belgische Gemeinde in Ostflandern mit 2012 Einwohnern (Stand: 1. Januar 2024).

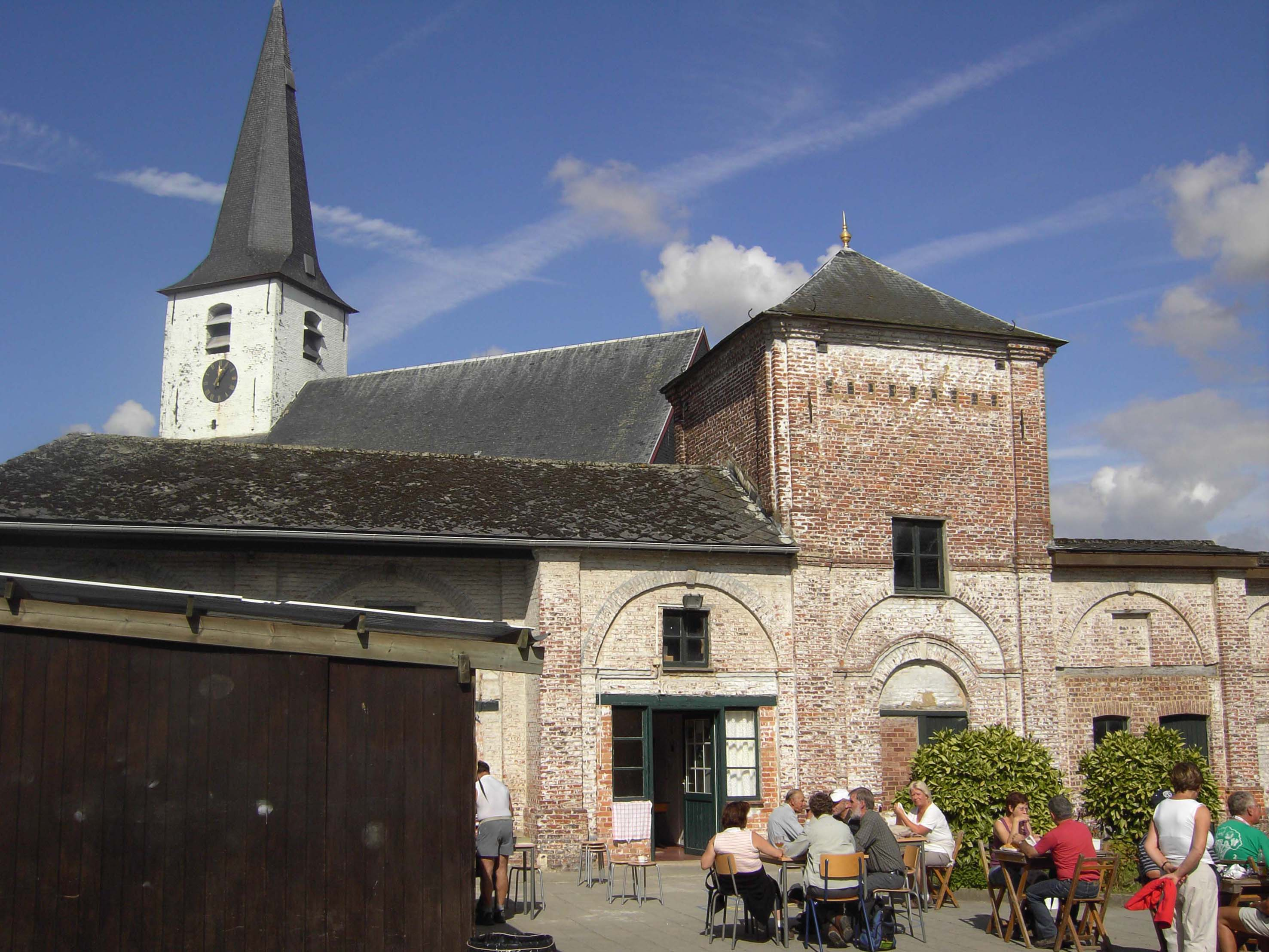
Kirche in Horebke

Oudenaarde liegt 6 Kilometer nordwestlich, Gent 24 km nördlich und Brüssel etwa 100 km östlich.
Die nächsten Autobahnabfahrten befinden sich im Westen bei Deerlijk und Waregem an der A14/E 17 und im Nordosten bei Wetteren und Erpe-Mere an der A10/E 40.
In Oudenaarde, Zwalm, Zottegem, Lierde und Ronse befinden sich die nächsten Regionalbahnhöfe und in Gent halten auch überregionale Schnellzüge.